# Emanuel Björling
Emanuel Gabriel Björling, född den 2 december 1808, död den 3 november 1872, var en svensk matematiker. 
Björling blev docent i mekanik vid Uppsala universitet 1836, lektor vid Västerås läroverk 1845. Han var rektor där 1842–1850 och 1855–1862. Björling stod jämfört med dåvarande svenska förhållanden i ovanlig hög grad i kontakt med den europeiska matematikens aktuella utveckling och problemställningar. Björlings produktion faller inom olika områden - särskilt kan nämnas att han som den förste uppställt och behandlat ett viktigt problem inom teorin för minimalytor.
Björling tilldelades flera gånger Fernerska priset. Han invaldes 1850 som ledamot nummer 507 av Kungliga Vetenskapsakademien.
Emanuel Björling tillhörde släkten Björling från Säter. Han var kusin till Carl Olof Björling och farbror till Schamyl och Johan Alfred Björling. Emanuel Björling var gift med Emilia Sophia Björling, född Böttiger, dotter till apotekaren i Västerås  Karl Fredrik Böttiger och syster till Carl Wilhelm Böttiger. Tillsammans fick de fyra barn, bland vilka Carl Fabian Björling märks. Han är begraven på Björlingska kyrkogården i Västerås.